# Разложение Данцига — Вулфа
Метод декомпозиции Данцига — Вулфа представляет собой специализированный вариант симплекс-метода.
В 1960 г. Джордж Данциг и Филип Вулф разработали метод декомпозиции для решения задач высокой размерности со специальной структурой матрицы ограничений.
Этот метод оказался наиболее эффективным для решения задач, матрица ограничений которых имеет блочно-диагональный вид с небольшим числом переменных. Однако, как показали дальнейшие исследования, метод применим также и для задач линейного программирования с матрицей общего вида. Соответствующий метод предложен Д. Б. Юдиным и Э. Г. Гольштейном и называется блочным программированием.
Отличительной особенностью метода декомпозиции является использование координирующей задачи, которая имеет, по сравнению с исходной, небольшое число строк и большое число столбцов.

## Метод генерации столбцов
Существенным является то, что для решения координирующей задачи не требуется задания
всех столбцов в явном виде. Они генерируются в процессе использования симплекс-метода. Такой подход называют методом генерации столбцов.
Достаточно уметь генерировать столбец и иметь процедуру, выбирающую столбец для ввода в базис.
Часто такая процедура сводится к решению определенной подзадачи (не обязательно линейного программирования).

## Принцип декомпозиции
Лемма Пусть {\displaystyle R} - непустое замкнутое ограниченное множество в евклидовом пространстве и обладает конечным числом {\displaystyle K} крайних точек, которые здесь будут обозначаться {\displaystyle z_{k=1:K}}. Тогда любая точка {\displaystyle z} множества {\displaystyle R} может быть представлена в виде выпуклой комбинации крайних точек множества R, т.е. для {\displaystyle z} найдутся неотрицательные числа {\displaystyle \delta _{k}} с общей суммой единица ({\displaystyle \sum _{k=1}^{K}\delta _{m}=1}) и такие, что 
(1) {\displaystyle z=\sum _{k=1}^{K}\delta _{k}z_{k}}.
Пусть поставлена задача
Максимизировать
(2) {\displaystyle c[N]x[N]}
при ограничениях
(3) {\displaystyle A[M_{1},N]x[N]=b[M_{1}]}
(4) {\displaystyle A[M_{2},N]x[N]=b[M_{2}]}
(5) {\displaystyle x[N]\geq 0[N]}
Ограничения (3) задают симплекс S, пусть {\displaystyle z[K]} - его крайние точки.
Пусть x – допустимое решение
По лемме {\displaystyle x=z[N,K]\cdot \delta [K]}
Подставим последнее выражение в (2) и (3).
Задача примет вид
Максимизировать
(6) {\displaystyle (c[N]\cdot z[N,K])\cdot \delta [K]=g[K]\cdot \delta [K]}
при ограничениях
(7) {\displaystyle (A[M_{1},N]\cdot z[N,K])\cdot \delta [K]=D[M_{1},K]\cdot \delta [K]=b[M_{1}]}
(8) {\displaystyle \delta [K]\cdot 1[K]=1}.
Эта задача эквивалентна исходной (2)-(5) и называется координирующей задачей.
Она имеет только {\displaystyle |M_{1}|+1} строк ограничений по сравнению с {\displaystyle |M_{1}|+|M_{2}|} строками исходной задачи, и очень большое число столбцов {\displaystyle |K|}, равное числу крайних точек множества {\displaystyle S}. Чтобы не хранить все эти столбцы в памяти ЭВМ, будем получать их по мере необходимости, пользуясь методом генерации столбцов.

## Алгоритм
Решаем задачу (6)-(8) симплекс-методом с использованием метода генерации столбцов.
Для простоты предположим, что уже известно некоторое допустимое базисное решение.
Обозначим через {\displaystyle \delta } ограничение (8), тогда двойственные переменные - это вектор {\displaystyle d[M_{1}\cup {\delta }]}.
Для ввода в базис необходимо найти {\displaystyle z[N,m]}, такой, что
{\displaystyle d[M_{1}]D[M_{1},K]+d[\delta ]<g[m]}
Таким образом достаточно найти  m, на котором достигается минимум
(9) {\displaystyle d[M_{1}]A[M_{1},N]\cdot z[N,m]+d[\delta ]-c[N]z[N,m]}
что эквивалентно решению задачи
минимизировать
(10) {\displaystyle (d[M_{1}]A[M_{1},N]-c[N])\cdot x[N])}
при ограничениях (4) и (5).
Если найденный минимум не будет больше {\displaystyle -d[\delta ]}, задача решена.
В противном случае столбец {\displaystyle D[M_{1},k]}, соответствующий найденному решению, вводим в базис.

## Блочные задачи
Пусть ограничения (4) имеют блочную структуру
{\displaystyle {\begin{pmatrix}A[M_{1},N_{1}]&0[M_{1},N_{2}]&\cdots &0[M_{1},N_{n}]\\0[M_{2},N_{1}]&A[M_{2},N_{2}]&\cdots &0[M_{2},N_{n}]\\\cdots &\cdots &\cdots &\cdots &\\0[M_{n},N_{1}]&0[M_{n},N_{2}]&\cdots &A[M_{n},N_{n}]\\\end{pmatrix}}}
Задача (10),(4),(5) распадается на отдельные подзадачи
Найти минимум
(11) {\displaystyle (d[M_{k}]A[M_{k},N_{k}]-c[N_{k}])z[N_{k}]+d[\delta ]}
при условиях
(12)  {\displaystyle A[M_{k},N_{k}]z[N_{k}]=b[M_{k}]}